# Paco Olmos
Francisco Olmos Hernández, meglio noto come Paco Olmos (Valencia, 10 luglio 1970), è un allenatore di pallacanestro spagnolo.

## Carriera
Dal 2011 al 2012 è stato l'allenatore del Valencia Basket Club, squadra già allenata dal 2002 al 2004 ed all'epoca delle giovanili. Proprio con il Valencia ha vinto l'ULEB Cup 2002-2003.
Nel 2005 ha guidato la Spagna under 20, classificandosi al 9º posto.

## Palmarès
- ULEB Cup: 1

Valencia: 2002-03
- Campionati messicani: 3

Fuerza Regia: 2016-17, 2018-19, 2020